# Aubin vert
Pour les articles homonymes, voir Aubin.
Ne doit pas être confondu avec Aubin blanc ou Aubun.
L'aubin vert est un cépage français de raisins blancs.

## Origine et répartition géographique
L'aubin vert est cultivé en Lorraine. En trouve encore des petits plantations dans les communes de Bulligny, Bruley, Pagney et Rozérieulles. On le mentionnait encore au début du XXe siècle dans les environs de Thiaucourt-Regniéville, d'Euvezin et Magny.
En 1999 des chercheurs de l'Université de Californie à Davis ont soumis 322 échantillons de vigne à des analyses génétiques poussées. En tout, 16 cépages, dont le peurion, sont le résultat de croisements entre le gouais blanc et le pinot. Il s'agit de l'aligoté, de l'aubin vert, de l'auxerrois, du bachet noir, du beaunoir, du chardonnay, du dameron, du franc noir de la Haute-Saône, du gamay blanc Gloriod, du gamay, du knipperlé, du melon, du peurion, du romorantin, du roublot et du sacy.

## Aptitudes culturales
La maturité est de première époque : 0 - 3 jours après le chasselas.

## Potentiel technologique
Les grappes et les baies de l'aubin vert sont petites. La grappe est cylindrique, lâche et parfois ailée. Le cépage est de bonne vigueur mais la production est irrégulière. Il millerande facilement et il est assez sensible à l'oïdium. L'aubin vert est en voie de disparition. Les vins sont généralement de qualité moyenne.

## Synonymes
L'aubin vert est connu sous les noms de aubun vert, blanc d'Euvezin, vert blanc.